# Wereldkampioenschappen schaatsen afstanden 2004
De wereldkampioenschappen afstanden 2004 op de schaats werden van vrijdag 12 tot en met zondag 14 maart gehouden in de Taereung Indoor Ice Rink in Seoel, Zuid-Korea.
Het was het achtste kampioenschap WK afstanden.

## Schema
Het toernooi werd verreden volgens onderstaand programma.
| Datum                  | Onderdeel                                                                              |
| ---------------------- | -------------------------------------------------------------------------------------- |
| vrijdag 12 maart 2004  | 500 meter mannen 1e run 500 meter mannen 2e run 5000 meter mannen 1500 meter vrouwen   |
| zaterdag 13 maart 2004 | 1500 meter mannen 500 meter vrouwen 1e run 500 meter vrouwen 2e run 3000 meter vrouwen |
| zondag 14 maart 2004   | 1000 meter mannen 10.000 meter mannen 1000 meter vrouwen 5000 meter vrouwen            |

## 500 meter mannen
| #      | Schaatser          | Land             | Tijd    | 1e 500m    | 2e 500m    |
| ------ | ------------------ | ---------------- | ------- | ---------- | ---------- |
| Goud   | Jeremy Wotherspoon | Canada           | 1.10,79 | 35,54 (2)  | 35,25 (1)  |
| Zilver | Dmitri Lobkov      | Rusland          | 1.11,14 | 35,68 (4)  | 35,46 (2)  |
| Brons  | Mike Ireland       | Canada           | 1.11,20 | 35,40 (1)  | 35,80 (8)  |
| 4      | Masaaki Kobayashi  | Japan            | 1.11,21 | 35,60 (3)  | 35,61 (5)  |
| 5      | Casey FitzRandolph | Verenigde Staten | 1.11,37 | 35,78 (5)  | 35,59 (4)  |
| 6      | Pekka Koskela      | Finland          | 1.11,43 | 35,88 (10) | 35,55 (3)  |
| 7      | Kip Carpenter      | Verenigde Staten | 1.11,50 | 35,78 (5)  | 35,72 (6)  |
| 8      | Gerard van Velde   | Nederland        | 1.11,68 | 35,86 (9)  | 35,82 (9)  |
| 9      | Hiroyasu Shimizu   | Japan            | 1.11,75 | 35,81 (7)  | 35,94 (11) |
| 10     | Joey Cheek         | Verenigde Staten | 1.11,84 | 36,10 (14) | 35,74 (7)  |

## 1000 meter mannen
| #      | Schaatser          | Land             | Tijd    |
| ------ | ------------------ | ---------------- | ------- |
| Goud   | Erben Wennemars    | Nederland        | 1.10,66 |
| Zilver | Jeremy Wotherspoon | Canada           | 1.11,12 |
| Brons  | Masaaki Kobayashi  | Japan            | 1.11,58 |
| 4      | Joey Cheek         | Verenigde Staten | 1.11,68 |
| 5      | Jan Bos            | Nederland        | 1.11,70 |
| 6      | Kip Carpenter      | Verenigde Staten | 1.11,71 |
| 7      | Takaharu Nakajima  | Japan            | 1.11,83 |
| 8      | Tadashi Obara      | Japan            | 1.11,85 |
| 9      | Janne Hänninen     | Finland          | 1.12,01 |
| 10     | Pekka Koskela      | Finland          | 1.12,05 |
| =      | Mike Ireland       | Canada           | 1.12,05 |

## 1500 meter mannen
| #      | Schaatser          | Land             | Tijd    |
| ------ | ------------------ | ---------------- | ------- |
| Goud   | Shani Davis        | Verenigde Staten | 1.48,64 |
| Zilver | Mark Tuitert       | Nederland        | 1.49,29 |
| Brons  | Erben Wennemars    | Nederland        | 1.49,40 |
| 4      | Ralf van der Rijst | Nederland        | 1.50,26 |
| 5      | Chad Hedrick       | Verenigde Staten | 1.50,84 |
| 6      | Li Changyu         | China            | 1.50,94 |
| 7      | Jevgeni Lalenkov   | Rusland          | 1.51,07 |
| 8      | Derek Parra        | Verenigde Staten | 1.51,13 |
| 9      | Enrico Fabris      | Italië           | 1.51,37 |
| 10     | Jan Friesinger     | Duitsland        | 1.51,62 |

## 5000 meter mannen
| #      | Schaatser      | Land             | Tijd    |
| ------ | -------------- | ---------------- | ------- |
| Goud   | Chad Hedrick   | Verenigde Staten | 6.34,37 |
| Zilver | Carl Verheijen | Nederland        | 6.38,15 |
| Brons  | Gianni Romme   | Nederland        | 6.38,73 |
| 4      | Eskil Ervik    | Noorwegen        | 6.40,82 |
| 5      | Enrico Fabris  | Italië           | 6.41,80 |
| 6      | Bob de Jong    | Nederland        | 6.43,17 |
| 7      | Ivan Skobrev   | Rusland          | 6.44,48 |
| 8      | Paweł Zygmunt  | Polen            | 6.45,61 |
| 9      | Øystein Grødum | Noorwegen        | 6.46,30 |
| 10     | Witold Mazur   | Polen            | 6.48,02 |

## 10.000 meter mannen
| #      | Schaatser        | Land             | Tijd     |
| ------ | ---------------- | ---------------- | -------- |
| Goud   | Carl Verheijen   | Nederland        | 13.37,15 |
| Zilver | Bob de Jong      | Nederland        | 13.45,52 |
| Brons  | Chad Hedrick     | Verenigde Staten | 13.54,98 |
| 4      | KC Boutiette     | Verenigde Staten | 13.56,81 |
| 5      | Øystein Grødum   | Noorwegen        | 13.57,36 |
| 6      | Frank Dittrich   | Duitsland        | 13.58,32 |
| 7      | René Taubenrauch | Duitsland        | 14.03,39 |
| 8      | Witold Mazur     | Polen            | 14.04,12 |
| 9      | Gianni Romme     | Nederland        | 14.04,15 |
| 10     | Joeri Kochanets  | Rusland          | 14.04,74 |

## 500 meter vrouwen
| #      | Schaatser                 | Land        | Tijd    | 1e 500m    | 2e 500m    |
| ------ | ------------------------- | ----------- | ------- | ---------- | ---------- |
| Goud   | Wang Manli                | China       | 1.16,88 | 38,65 (1)  | 38,23 (1)  |
| Zilver | Anzjelika Kotjoega        | Wit-Rusland | 1.17,86 | 39,17 (4)  | 38,69 (2)  |
| Brons  | Ren Hui                   | China       | 1.18,32 | 39,16 (3)  | 39,16 (4)  |
| 4      | Jenny Wolf                | Duitsland   | 1.18,35 | 39,11 (2)  | 39,24 (5)  |
| 5      | Marianne Timmer           | Nederland   | 1.18,67 | 39,25 (5)  | 39,42 (8)  |
| 6      | Shihomi Shinya            | Japan       | 1.18,72 | 39,60 (9)  | 39,12 (3)  |
| 7      | Monique Enfeldt-Garbrecht | Duitsland   | 1.18,78 | 39,48 (7)  | 39,30 (6)  |
| 8      | Andrea Nuyt               | Nederland   | 1.19,14 | 39,52 (8)  | 39,62 (12) |
| 9      | Aki Tonoike               | Japan       | 1.19,16 | 39,73 (12) | 39,43 (9)  |
| 10     | Chiara Simionato          | Italië      | 1.19,17 | 39,39 (6)  | 39,78 (15) |

## 1000 meter vrouwen
| #      | Schaatser                 | Land             | Tijd    |
| ------ | ------------------------- | ---------------- | ------- |
| Goud   | Anni Friesinger           | Duitsland        | 1.17,82 |
| Zilver | Marianne Timmer           | Nederland        | 1.18,50 |
| Brons  | Cindy Klassen             | Canada           | 1.18,68 |
| 4      | Anzjelika Kotjoega        | Wit-Rusland      | 1.18,80 |
| =      | Jennifer Rodriguez        | Verenigde Staten | 1.18,80 |
| 6      | Chris Witty               | Verenigde Staten | 1.19,08 |
| 7      | Monique Enfeldt-Garbrecht | Duitsland        | 1.19,32 |
| 8      | Annamarie Thomas          | Nederland        | 1.19,54 |
| 9      | Maki Tabata               | Japan            | 1.19,59 |
| 10     | Chiara Simionato          | Italië           | 1.19,72 |

## 1500 meter vrouwen
| #      | Schaatser          | Land             | Tijd    |
| ------ | ------------------ | ---------------- | ------- |
| Goud   | Anni Friesinger    | Duitsland        | 2.00,48 |
| Zilver | Cindy Klassen      | Canada           | 2.01,21 |
| Brons  | Jennifer Rodriguez | Verenigde Staten | 2.01,54 |
| 4      | Barbara de Loor    | Nederland        | 2.01,58 |
| 5      | Annamarie Thomas   | Nederland        | 2.02,71 |
| 6      | Maki Tabata        | Japan            | 2.02,93 |
| 7      | Wang Fei           | China            | 2.03,10 |
| 8      | Chiara Simionato   | Italië           | 2.03,28 |
| 9      | Marianne Timmer    | Nederland        | 2.03,68 |
| 10     | Katarzyna Wójcicka | Polen            | 2.03,95 |

## 3000 meter vrouwen
| #      | Schaatser                | Land             | Tijd    |
| ------ | ------------------------ | ---------------- | ------- |
| Goud   | Claudia Pechstein        | Duitsland        | 4.13,46 |
| Zilver | Gretha Smit              | Nederland        | 4.13,85 |
| Zilver | Anni Friesinger          | Duitsland        | 4.13,85 |
| 4      | Clara Hughes             | Canada           | 4.13,98 |
| 5      | Gunda Niemann-Stirnemann | Duitsland        | 4.15,50 |
| 6      | Kristina Groves          | Canada           | 4.17,09 |
| 7      | Catherine Raney          | Verenigde Staten | 4.17,66 |
| 8      | Barbara de Loor          | Nederland        | 4.18,29 |
| 9      | Valentina Jaksjina       | Rusland          | 4.18,54 |
| 10     | Helen van Goozen         | Nederland        | 4.19,52 |

## 5000 meter vrouwen
| #      | Schaatser                | Land             | Tijd    |
| ------ | ------------------------ | ---------------- | ------- |
| Goud   | Clara Hughes             | Canada           | 7.10,66 |
| Zilver | Gretha Smit              | Nederland        | 7.11,17 |
| Brons  | Claudia Pechstein        | Duitsland        | 7.13,42 |
| 4      | Gunda Niemann-Stirnemann | Duitsland        | 7.16,26 |
| 5      | Valentina Jaksjina       | Rusland          | 7.20,32 |
| 6      | Catherine Raney          | Verenigde Staten | 7.24,90 |
| 7      | Svetlana Vysokova        | Rusland          | 7.24,91 |
| 8      | Kristina Groves          | Canada           | 7.25,04 |
| 9      | Barbara de Loor          | Nederland        | 7.25,47 |
| 10     | Helen van Goozen         | Nederland        | 7.28,79 |

## Medaillespiegel
| Plaats | Land             | Goud | Zilver | Brons | Totaal |
| 1      | Duitsland        | 3    | 1      | 1     | 5      |
| 2      | Nederland        | 2    | 6      | 2     | 10     |
| 3      | Canada           | 2    | 2      | 2     | 6      |
| 4      | Verenigde Staten | 2    | 0      | 2     | 4      |
| 5      | China            | 1    | 0      | 1     | 2      |
| 6      | Rusland          | 0    | 1      | 0     | 1      |
| 7      | Wit-Rusland      | 0    | 1      | 0     | 1      |
| 8      | Japan            | 0    | 0      | 1     | 1      |
| Totaal | Totaal           | 10   | 10     | 10    | 30     |